# Хиостронгилез
Хиостронгилёз (лат. Hyostrongylosis) — паразитическое заболевание свиней, вызываемое нематодами Hyostrongylus rubidus семейства Trichostrongylidae.

## Эпидемиология
Развитие паразита происходит без участия промежуточного хозяина. Отложенные самкой яйца с фекальными массами выделяются во внешнюю среду. Яйца сохраняют в воде жизнеспособность более 8 месяцев. Полный цикл развития паразита происходит при температуре 13—24 °С при высокой влажности и занимает 6 дней до стадии инвазионной личинки.
Путь заражения — алиментарный. В организме хозяина личинки паразита внедряются в толщу слизистой оболочки желудка, где достигают половой зрелости через 20—21 сутки.
Восприимчивы в основном взрослые свиньи, начиная с 2-месячного возраста, с возрастом экстенсивность инвазии повышается, достигая 53,2 % у свиней старше года.

## Диагностика
Яйца нематод обнаруживаются в экскрементах по методу Фюллеборна. Размер яиц Hyostrongylus rubidus — 76-36 миллиметров, необходимо дифференцировать от яиц нематод рода Oesophagostomum (вызывающих эзофагостомоз) (размер яйца 72-42 мм) и нематод рода Globocephalus (размер яиц 63-36 мм). При анатомировании зараженных животных паразитов можно обнаружить в пилорической части желудка.